# Somerset, Ohio
Somerset là một làng thuộc quận Perry, tiểu bang Ohio, Hoa Kỳ. Năm 2010, dân số của làng này là 1481 người.

## Dân số
- Dân số năm 2000: 1549 người.
- Dân số năm 2010: 1481 người.